# Steve Lemmens
Steve Lemmens (Leuven, 8 september 1972 - Wezemaal, 10 oktober 2016) was een Belgisch professioneel snookerspeler.

## Carrière
Lemmens begon op twaalfjarige leeftijd met snooker. Hij bleek over talent te beschikken en stond twee jaar later, op zijn 14 voor het eerst in de Belgische finale van het individueel kampioenschap. Lemmens verloor toen van Mario Lannoye. In hetzelfde jaar (1987) pakte Lemmens wel de titel bij de junioren, die hij uiteindelijk drie keer zou winnen.
In 1988 werd Lemmens samen met Lannoye Belgisch kampioen dubbels. Dit zou hij met Peter Bullen in 2001, 2014 en 2016 nog eens overdoen.
In 1990 werd Lemmens als 17-jarige Belgisch kampioen bij de mannen. Later dat jaar speelde hij de finale van het Wereldkampioenschap bij de amateurs en tekende met een hoogste break van 141 voor een wereldrecord bij de amateurs. Tot op heden is Steve Lemmens de enige Belg die ooit in een finale van het WK amateurs stond.
In 1991 werd hij professioneel speler. Als 19-jarige stond Lemmens als eerste en enige Belgische prof tussen de grote spelers in Engeland.
Zijn beste resultaat behaalde hij in 1993 op de Welsh Open toen hij pas in de 16de finales verloor van voormalig wereldkampioen bij de profs John Parrot. Steve Lemmens maakte tegen Peter Bullen zijn eerste 147 in de University op tafel 5.
Na een aantal jaren in University Heverlee maakte Lemmens de overstap naar Matchroom Antwerpen waar hij samen met Yvan Van Velthoven ging trainen.
In 1995 stopte Lemmens als professional, maar hij stond wel nog 3 keer na elkaar in de finale van het Belgisch kampioenschap mannen.
In 1996 maakte hij een 147 op het WK voor amateurs in Nieuw-Zeeland. Verder speelde hij op toernooien in Nederland, Duitsland, Frankrijk, Oostenrijk, Zwitserland, Finland en de rest van Europa.
Vanuit heel België kwamen spelers bij hem langs voor coaching.
Op 10 oktober 2016 ontnam hij zichzelf het leven. 

## Privéleven
In 1999 kreeg hij met zijn toenmalige vriendin hij een zoon. Bij zijn tweede vrouw kreeg hij nog twee kinderen.

## Titels
- Belgisch kampioen junioren - 1987
- Belgisch kampioen - 1990
- Belgisch kampioen dubbels - 1988, 2001, 2014, 2016